# Carl Zickner
Carl Zickner, auch Karl Zickner (* 20. Oktober 1867 in Gransee in der Mark Brandenburg; † 14. Mai 1939 in Berlin) war ein deutscher Schauspieler.

## Leben
Der Kaufmannssohn erhielt Ende der 1880er Jahre in Berlin seine künstlerische Ausbildung bei Franz Kierschner. Sein Bühnendebüt gab er am 3. Oktober 1889 in Stralsund. Die nächsten Theaterstationen waren Sondershausen, Potsdam, St. Petersburg und Elberfeld. In den ersten Jahren seiner künstlerischen Tätigkeit belegte Zickner das Fach des jugendlichen Liebhabers, seit seinem Engagement nach Gera besetzte er das Heldenfach. Noch vor der Jahrhundertwende kam er einem Angebot nach, am deutschsprachigen Irving Place Theatre in New York City aufzutreten. 
„Man lobt seine lebendige Deklamation, sein kraftvolles Organ, sein Temperament. Er ist ein natürlicher Schauspieler, durch dessen Darbietungen ein Zug sorgloser Naivität geht, der ihn sich auch im größten Affekt so geben läßt wie er im Augenblick empfindet. Es ist dies der völlige Mangel jeder Reflexion, der so ganz dem innersten Charakter volkstümlicher Heldengestalten entspricht“, wie es in Eisenbergs Lexikon der Deutschen Bühne im XIX. Jahrhundert auf Seite 1161 heißt. Diese Heldengestalten umfassten quasi die gesamte Rollenpalette des klassischen Sprechtheaters: Zickner spielte den Hamlet, den Wilhelm Tell, den Orest, den Faust, den Karl Moor und den Othello.
Beim Film erstmals kurz vor Ausbruch des Ersten Weltkriegs aktiv, gab Zickner mit dem Tiroler Freiheitshelden Josef Speckbacher in Carl Froelichs Historiendrama Tirol in Waffen einen bemerkenswerten Einstand. Seine späteren Aufgaben vor der Kamera waren weit weniger bedeutend, und im Laufe der Jahre wurden seine Filmrollen immer kleiner. Zuletzt, im Tonfilm der 30er Jahre, ließ man ihn nur noch winzige Chargenauftritte absolvieren.

## Filmografie
- 1913: Tirol in Waffen
- 1914: Deutsche Helden
- 1915: Musketier Kaczmarek
- 1916: Ihr bester Schuß
- 1916: Die Gespensterstunde
- 1918: Das Maskenfest des Lebens
- 1919: Der Hirt von Maria Schnee
- 1919: Die Gesunkenen
- 1920: Die Brüder Karamasoff
- 1920: Moj
- 1922: Felicitas Grolandin
- 1924: Horrido
- 1925: Die zweite Mutter
- 1925: Die eiserne Braut
- 1927: Mata Hari
- 1927: Lützows wilde verwegene Jagd
- 1928: Der alte Fritz (2 Teile)
- 1936: Moskau – Shanghai
- 1937: Ein Volksfeind
- 1938: Rätsel um Beate
- 1938: Heimat
- 1938: Der Spieler